# اعتراف دبلوماسي

الاعتراف الدبلوماسي في القانون الدولي العام هو إجراء من جانب واحد ينطوي على عواقب سياسية قانونية محلية ودولية، حيث تقوم دولة ذات سيادة بإقرار قانون أو حالة دولة أو أخرى للسيطرة على الدولة (قد تكون أيضاً دولة غير معترف بها). ويمكن أن يكون الاعتراف إما حكم الأمر الواقع أو دي يوري، وغالباً ما يكون عن طريق بيان من حكومة الدولة المعترفة.

## الاعتراف بالدول والحكومات
يجب التمييز بين الاعتراف الدبلوماسي والاعتراف الرسمي بالدول وحكوماتها. إذا كانت دولتان لا تقيمان علاقات دبلوماسية مع بعضهما، فهذا لا يعني أنهما لا تعترفان ببعضهما كدول. ليس مطلوباً من الدولة أن تمنح اعترافاً رسمياً ثنائياً لأي دولة أخرى، كما أن دولاً أخرى تنتهج سياسة عامة بعدم القيام بذلك (على اعتبار أن التصويت لصالح عضوية الدولة في منظمة دولية كالأمم المتحدة هو دليل على الاعتراف بالدولة).
يعتبر البعض أن دولة ما تتحمّل مسؤولية عدم الاعتراف بكيان كدولة بعد أن يكون قد حاز مؤهلات الدولة بانتهاك المبادئ الأساسية لميثاق الأمم المتحدة: في العديد من الحالات (على سبيل المثال روديسيا وجمهورية شمال قبرص التركية) أصدر مجلس الأمن الدولي قرارات الفصل السابع (ملزم في القانون الدولي) والتي أنكرت تلك الدول وأشارت إلى أنه ينبغي الحيلولة دون الاعتراف بها كدول. يمكن للدول أن تمارس صلاحيات الاعتراف بها صراحة أوضمناً. يتضمن الاعتراف بحكومة ما الاعتراف بالدولة التي تحكمها، لكن حتى الدول التي تتبع سياسة معينة في الاعتراف الرسمي بالدول قد لا تنتهج سياسة للاعتراف بالحكومات.
الاعتراف بالدول بحكم الواقع بدلاً من الاعتراف بها بحكم القانون أمر نادر. فالاعتراف بحكم القانون هو الأقوى. ومن الأمثلة على الفرق بين الاثنين عندما اعترفت المملكة المتحدة بالاتحاد السوفياتي بحكم الأمر الواقع عام 1921 لكنها اعترفت بها بحكم القانون عام 1924 فقط. مثال آخر على ذلك اعتراف الولايات المتحدة بحكومة إسرائيل عام 1948 بحكم الواقع بعد ثلاث أيام فقط من اعتراف الاتحاد السوفياتي بها بحكم القانون.
لا يكون تجديد الاعتراف بحكومة ما ضرورياً عندما تتغير بطريقة طبيعية ودستورية (كما في الانتخابات أو الاستفتاء العام)، لكنه ضروري عند قيام انقلاب أو ثورة. قد يكون الاعتراف بحكومة من قبل دول أخرى ضروري لضمان استمراريتها على المدى الطويل. على سبيل المثال، اعترفت كل من باكستان والإمارات العربية المتحدة والسعودية بحكومة طالبان في أفغانستان التي استمرت من 1996 حتى 2001، في حين اعترفت دول أخرى بحكومة الرئيس برهان الدين رباني. أما المنطقة المتنازع عليها من جامو وكشمير في الهند، فلم تنل اعتراف باكستان أو الصين.
قد يكون الاعتراف ضمنياً من خلال إجراءات أخرى كأن يقوم رأس الدولة بزيارة الكيان الناشئ أو توقيع معاهدة ثنائية. إذا كان الاعتراف الضمني ممكناً، فقد تشعر الدولة بأن الإجراءات الضمنية لا تشكل اعترافاً دبلوماسياً صريحاً، على سبيل المثال، عندما بدأت الولايات المتحدة الأمريكية بالحوار مع منظمة التحرير الفلسطينية عام 1988.
يعرف مذهب عدم الاعتراف بحالات غير قانونية أو غير أخلاقية، كتحقيق المكاسب الإقليمية بالعنف، بعقيدة ستيمسون. وقد أصبحت هذه العقيدة أكثر أهمية منذ الحرب العالمية الثانية، خصوصاً بعدما أصبحت الأمم المتحدة الوسيلة الضامنة للامتثال للقانون الدولي، كما في حالة روديسيا عام 1965، على سبيل المثال.

### الاعتراف بالحكومات
يمكن أن تعترف الدول بالحكومات كما تعترف بالدول الأخرى. وقد يتسبب ذلك بمشاكل خاصة عندما تصل الحكومة الجديدة إلى السلطة من خلال وسائل غير قانونية، كما في حالة الانقلاب، أو عندما تبقى حكومة حالية في السطة عند طريق تعديل انتخابات. تعترف الدول اعترافاً رسمياً بالدولة الجديدة وبحكومتها مرة واحدة، لكن دول أخرى لا تتبع هذا الإجراء. على الرغم من ذلك، من الضرورة بمكان وجود حكومة بحيث يتم التنسيق معها في مجال العلاقات الدبلوماسية مع الدول الأخرى  دول كالولايات المتحدة الأمريكية تجيب عن الاستفسارات الواردة عن الاعتراف بالحكومات «إن مسألة الاعتراف لا تنشأ: نحن نقيم علاقاتنا مع الحكومة الجديدة».

والاعتراف بالحكومة هو قرار صادر عن إحدى الدول تقبل بموجبه التعامل مع سلطة جديدة كدولة ذات كيان سياسي تتمتع بالأهلية القانونية ومستكملة مقومات الدول. وهو يمنح الدولة المعترفة بها/الجديدة في المجتمع الدولي حقوقاً متخلفة، كحق تبادل التمثيل الدبلوماسي وحق الانضمام إلى عضوية المنظمات الدولية والإقليمية وحق المفاوضة مع الدول الأخرى، كما يلقي عليها بالمقابل واجبات والتزامات تتحمل مسؤوليتها.

## دول غير معترف بها
تفتقر العديد من الكيانات الجيوسياسية للاعتراف الدولي العام، لكنها ترغب بأن يُعترف بها كدول ذات سيادة. تختلف درجة سيطرة هذه الكيانات الفعلية على أراضيها.
معظم المناطق غير الوطنية التي تتبنى إثنية معينة أو هوية وطنية خاصة بها تنفصل عن دولة ذات سيادة. وتعرف هذه الكيانات عادة بالدول الانفصالية. بعض هذه الكيانات التي تتمتع بحكم ذاتي تكون محمية (في القانون الدولي) وتتمتع بحماية عسكرية ولها تمثيل دبلوماسي غير رسمي في الخارج من خلال دولة أخرى، ما يمنع إعادة اندماجها في دولها الأصلية.
لاحظ أن كلمة «السيطرة» في هذا السياق تعني السيطرة على الأراضي المحتلة، وليس احتلال الأراضي المدعى عليها. وقد تكون الدول غير المعترف بها مسيطرة تماماً على أراضيها المحتلة، أو سيطرة جزئية كما هو الحال في الصحراء الغربية. سابقاً، كانت تأثير الحكومات التي تعمل بموجب القانون على الأراضي تأثيراً ضئيلاً أو قد لا يكون لها تأثير أبداً، لكن يكون هناك درجات متفاوتة من الحكم والسيطرة وقد توفر الخدمات الأساسية للناس الذين يسكنون تلك الأراضي.

## أنواع أخرى من الاعتراف
من الأمور الأخرى التي قد يتم الاعتراف بها الاحتلال أو الضم العسكري للأراضي، أو محاربة حقوق أحد الأطراف في الصراع. فالاعتراف في الحالة الأخيرة لا يعني الاعتراف بدولة. ومن الأمثلة على حالة الدول المحاربة ما يلي:
- اعترفت المملكة المتحدة بالولايات الكونفدرالية الأمريكية كمحارب في أول شهر من الحرب الأهلية الأمريكية.[7]
- اعترفت كل من بيرو والإكوادور وكولومبيا وبوليفيا وفنزويلا بالجبهة الساندينية للتحرير الوطني ككيان محارب في الحرب الأهلية في نيكاراغوا في حزيران 1979.
- اعترفت فرنسا والمكسيك بجبهة فارابوندو مارتي التحرير الوطني ككيان محارب في الحرب الأهلية في السلفادور في 28 آب 1981.